# 古潭乡
古潭乡，是中华人民共和国广西壮族自治区南宁市隆安縣下辖的一个乡镇级行政单位。

## 行政区划
古潭乡下辖以下地区：
古潭社区、马村、中真村、定军村、育英村、振义村和九甲村。